# アマルフィ海岸
座標: 北緯40度38分 東経14度36分 / 北緯40.633度 東経14.600度
アマルフィ海岸（アマルフィかいがん、イタリア語: Costiera Amalfitana）は、イタリア南部のソレント半島南岸、アマルフィ一帯（カンパニア州サレルノ県北西部）のサレルノ湾に面した海岸を指す名称。「世界一美しい海岸」と云われる景勝地・避寒地で、1997年にユネスコの世界遺産（文化遺産）に登録された。ヘラクレスが愛したニュンペーの名に由来した地名で「ヘラクレスはそのニュンペーと仲睦まじく暮らしていたが、ある日突然、彼女が死んでしまう。それを嘆いたヘラクレスはこの世でもっとも美しい土地に彼女を葬り、街を切り開いて彼女の名を付けた」とされる。

## 地理
アマルフィ海岸の中心地であるアマルフィは中世に海洋都市国家として栄えた都市で、サレルノの西約15km、ナポリの南東約37kmに位置している。イタリア半島南部からティレニア海に向けて西から東へ突き出したソレント半島の南岸にあたり、半島の付け根にあたるヴィエトリ・スル・マーレから、アマルフィを経て、西にポジターノへ至るまでの一帯がアマルフィ海岸の名で呼ばれている。行政上はカンパニア州サレルノ県北西部にあたる。

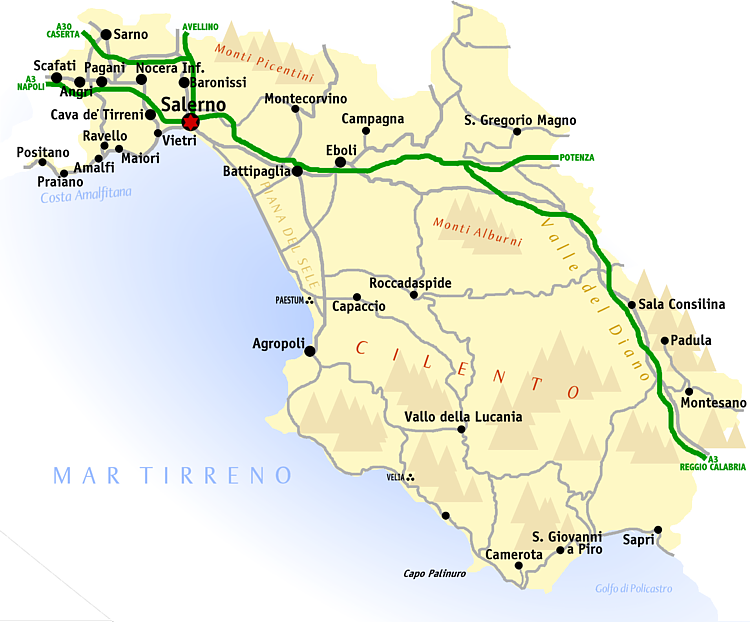
サレルノ県概略図。県都サレルノの西、ヴィエトリ（Vietri）からポジターノ（Positano）にかけてがアマルフィ海岸（Costa Amalfitana）である。

30 キロメートルに及び海岸線には斜面に張り付くように小さな町が点在している。降り注ぐ太陽と白い町並みがまぶしい高級リゾート地である。町の中心には千年の歴史をほこる大聖堂、アマルフィ大聖堂がある。それを取り囲むように地中海都市特有の坂道と狭い路地が複雑に入り組んで、まるで迷宮のようである。人々は中世から変わらぬ生活を続け、レモンなどの柑橘類、ブドウやオリーブを段々畑で育て、坂の下まで人の手と足で運ばれる。
ソレントからサレルノまでの湾岸道路からはティレニア海を見渡せ、観光スポットには青の洞窟やナポリとティレニア海を一望できるソラーロ山の見晴らし台などがある。

## 基礎自治体（コムーネ）
カンパニア州サレルノ県北西部の以下の基礎自治体（コムーネ）が、「アマルフィ海岸」地域に属する。※は内陸のコムーネ。
- ポジターノ
- プライアーノ
- フローレ
- コンカ・デイ・マリーニ
- アマルフィ
- アトラーニ
- ラヴェッロ
- ミノーリ
- マイオーリ
- チェターラ
- ヴィエトリ・スル・マーレ
- スカーラ ※
- トラモンティ ※

## 世界遺産
11,231 ha の地域が世界遺産「アマルフィ海岸」として登録されている。
登録基準
- この世界遺産は世界遺産登録基準のうち、以下の条件を満たし、登録された（以下の基準は世界遺産センター公表の登録基準からの翻訳、引用である）。
- (2) ある期間を通じてまたはある文化圏において、建築、技術、記念碑的芸術、都市計画、景観デザインの発展に関し、人類の価値の重要な交流を示すもの。
- (4) 人類の歴史上重要な時代を例証する建築様式、建築物群、技術の集積または景観の優れた例。
- (5) ある文化（または複数の文化）を代表する伝統的集落、あるいは陸上ないし海上利用の際立った例。もしくは特に不可逆的な変化の中で存続が危ぶまれている人と環境の関わりあいの際立った例。